# Deborah Ajakaiye
Deborah Enilo Ajakaiye est une géophysicienne nigériane née en 1940. Elle est la première femme professeure de physique en Afrique, et son travail en géophysique a joué un rôle important dans l'industrie minière au Nigeria.

## Biographie
Deborah Ajakaiye est née en 1940 dans la ville de Jos, la capitale de l'État du Plateau au Nigeria. Elle est la cinquième de six enfants. Ses parents croient en l'égalité de l'éducation des sexes et distribuent les tâches ménagères entre les garçons et les filles. En 1962, elle est diplômée de l'université d'Ibadan avec un diplôme en physique. Elle obtient un master à l'université de Birmingham en Angleterre, et en 1970, elle obtient son Ph. D. en géophysique à l'université Ahmadu-Bello au Nigeria. Initialement intéressée par les mathématiques, Ajakaiye dit qu'elle a choisi de poursuivre en géophysique parce qu'elle a cru que cela pourrait aider son pays.
Deborah Ajakaiye, à propos de ses études à Ibadan dans les années 1960 : « Il y avait tellement d'excitation sur le campus. Nous étions si pleins d'espoir. ». Mais selon elle, la situation du Nigeria s'est détériorée à plusieurs niveaux depuis lors : les institutions de l'éducation ont été sérieusement affaiblies, le secteur ferroviaire est mort et le système de valeurs du pays a été profondément compromis. « Les meurtres qui étaient extrêmement rares sont devenus monnaie courante. [Et] l'acquisition de biens mal acquis devenue bien plus acceptable. ».

## Carrière
Ajakaiye est devenue la première femme professeure de physique d'Afrique, en 1980. Elle a enseigné à l'université Ahmadu-Bello et l'université de Jos, siégeant en tant que doyenne des sciences naturelles à la seconde. Son travail sur la géovisualisation a été utilisé pour localiser aussi bien des gisements de minéraux et de l'eau souterraine au Nigeria. Elle a aussi créé une carte de la topographie du Nigeria, en travaillant avec plusieurs de ses étudiantes. Ajakaiye a déclaré que de nombreux scientifiques masculins avaient changé leur perception des femmes scientifiques après avoir interagi avec elle et ses élèves.

## Prix et distinctions
Ajakaiye a été reconnue à la fois pour ses avancées scientifiques et pour son aide à la nation du Nigeria. La Société Nigérienne des Mines et des Géosciences l'a honorée pour son travail, faisant d'elle la première femme à recevoir son prix. Elle a également été la première personne noire africaine à être nommée membre de la Société géologique de Londres.

## Publications
- Course manual and atlas of structural styles on reflection profiles from the Niger Delta, 2002